# Todd McFarlane
Todd McFarlane (* 16. března 1961 Calgary) je kanadský komiksový tvůrce, který se nejvíce proslavil jako výtvarník časopisu The Amazing Spider-Man a jako tvůrce, scenárista a výtvarník antihrdinského hororového komiksového seriálu Spawn. Je spoluautorem spidermanovské postavy Venoma. Je také současným prezidentem a spoluzakladatelem Image Comics. Býval spoluvlastníkem hokejového týmu Edmonton Oilers. V roce 1997 produkoval filmovou adaptaci Spawn s Michaelem Jai Whitem v hlavní roli. Svůj režijní debut si odbude v roce 2025 snímkem King Spawn, ve kterém si zahraje Jamie Foxx.